# Ständige Bürgerrepräsentation
Die Ständige Bürgerrepräsentation war ein Verfassungsorgan der Freien Stadt Frankfurt.
Mit Art. 45 der Konstitutionsergänzungsakte, der Verfassung der Freien Stadt Frankfurt von 1817, wurde das bisherige Bürger-Colleg (auch 51er-Ausschuss genannt) in Ständige Bürgerrepräsentation oder Bürger-Ausschuß umbenannt. Sie bestand, wie der Name schon andeutet, aus 51 Mitgliedern. 1821 wurde sie auf 61 Mitglieder erweitert.
Passives Wahlrecht hatten alle männlichen Bürger christlicher Konfession. Juden waren vom Wahlrecht ausgeschlossen, obwohl diese vielfach auch zu den wohlhabenden Bürgern zählten. Dass kein Frauenwahlrecht bestand, war in der damaligen Zeit selbstverständlich. Nicht gewählt werden durften Angestellte der Stadt und des Senates der Freien Stadt Frankfurt. Um den Einfluss der großen Familien zu begrenzen, war geregelt, dass Vater, Sohn, Bruder, Schwiegerväter und Schwiegersöhne von Mitgliedern nicht gewählt werden durften. Die Mitglieder wurden auf Lebenszeit gewählt. Das Ehrenamt durfte nur bei Krankheit oder vergleichbaren Gründen abgelehnt werden. Ab 60 Jahren oder nach 5 Jahren Mitgliedschaft durften die Mitglieder ihr Mandat niederlegen.
Die Wahl neuer Mitglieder erfolgte durch ein Wahlgremium bestehend aus 12 Männern. Sechs davon wurden von der Ständige Bürgerrepräsentation, weitere sechs von denjenigen Mitgliedern des Gesetzgebenden Körpers gewählt, die nicht Mitglied des Senats waren. Bei der Wahl war darauf zu achten, dass jeweils mindestens sechs Rechtsgelehrte Mitglied der Ständige Bürgerrepräsentation waren und dass von jeder der drei christliche Konfessionen der Stadt mehrere Mitglieder gewählt waren.
An der Spitze der Ständigen Bürgerrepräsentation stand der aus ihrer Mitte gewählte Senior oder Direktor. Ihr zur Seite standen ein bürgerlicher Konsulent und ein rechtsgelehrter Registrator. Aufgabe der ständigen Bürgerrepräsentation war die Kontrolle der Einnahmen und Ausgaben sowie des städtischen Rechnungswesens. Die Rechnungsprüfung oblag dem aus neun Repräsentanten bestehenden Stadtrechnungs-Revisionscolleg, auch Neunerkolleg genannt.

## Senioren der Ständigen Bürgerrepräsentation
| Amtszeit  | Name                           |
| --------- | ------------------------------ |
| 1817–1819 | Johann Georg von Meyer         |
| 1819–1825 | Samuel Gottlieb Finger         |
| 1825–1840 | Ludwig Freiherr von Günderrode |
| 1840–1852 | Friedrich Alexander Bernus     |
| 1852–1858 | Johann Martin Scharff          |
| 1858–1866 | Carl August Meyer              |